# قطار خفيف

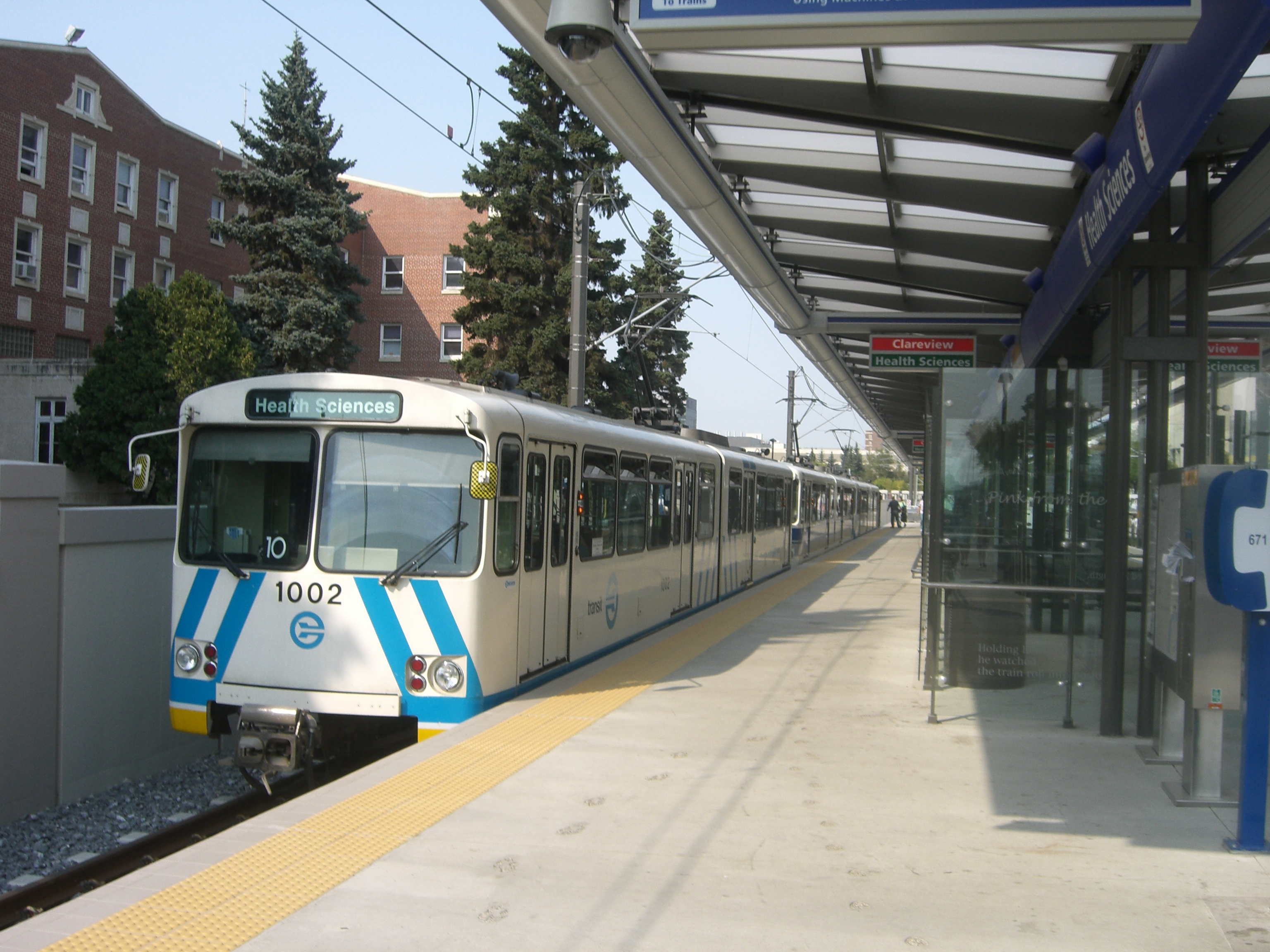
قطار خفيف في إدمنتون، ألبرتا في كندا

القطارات الخفيفة أو سكك النقل الخفيفة هي شكل من أشكال النقل العمومي بالسكك الحديدية في المناطق الحضرية والتي عادة ما تكون أقل قدرة وأقل سرعة من القطارات الثقيلة وأنظمة المترو، ولكنها أعلى قدرة وأسرع من أنظمة الترام العادي في الطرقات حيث يسهل تنقل الافراد مع الحفاظ على البيئة وتقليل أكتضاظ السيارات .